# Potenza protettrice
Una potenza protettrice, nel diritto internazionale, è una nazione che rappresenta gli interessi di una seconda nazione («potenza protetta» o «mandante») nei confronti di una terza («potenza ricevente»), nel caso che le ultime due (per svariati motivi) non abbiano relazioni diplomatiche dirette. Si parla pertanto di «mandato di potenza protettrice».
È frequente il caso che una potenza protettrice venga nominata qualora due nazioni rompano le relazioni diplomatiche. In questa circostanza la potenza protettrice provvede a tutelare gli interessi della nazione protetta (da cui ha ricevuto il mandato), a cominciare dalla protezione dei cittadini presenti sul territorio della nazione ricevente. Nel caso in cui le relazioni siano interrotte per lo scoppio di una guerra, la potenza protettrice provvede anche ad assicurare il rispetto delle convenzioni internazionali nei confronti dei militari della nazione protetta fatti prigionieri di guerra e dei civili che dovessero trovarsi nelle regioni soggette ad occupazione militare.
Poiché la potenza protettrice è nominata dalla nazione i cui interessi devono essere protetti e tale ruolo deve essere accettato dalla nazione ricevente, è essenziale che essa abbia relazioni diplomatiche con entrambi i Paesi. In tempo di guerra è anche richiesto che la potenza protettrice sia uno stato neutrale e che sia ritenuto imparziale.
L'istituto della potenza protettrice risale ai tempi della guerra franco-prussiana del 1870 ed è stata formalizzata nella Convenzione di Ginevra del 1929. Tutte e quattro le convenzioni di Ginevra del 1949 contemplano le funzioni di potenza protettrice. In aggiunta, il Protocollo I del 1977 riconosce anche alla Croce Rossa Internazionale il diritto di fungere da potenza protettrice. Le procedure per la nomina di una potenza protettrice in tempo di pace sono state definite nella Convenzione di Vienna sulle Relazioni Diplomatiche del 1961.
L'istituto non riguarda, invece, la situazione in cui due nazioni non abbiano interrotto le relazioni diplomatiche, ma per svariate ragioni (fra cui quelle economiche) non trovano conveniente mantenerle tramite una presenza diplomatica diretta, ma si affidano ai buoni uffici di una terza per offrire ai propri cittadini all'estero i servizi consolari.
Dal momento che tutti i Paesi coinvolti (protettrice, mandante e ricevente) sono Stati sovrani, l'istituto della potenza protettrice non va assolutamente confuso con il protettorato, che si instaura quando una nazione più debole cede la conduzione delle proprie relazioni internazionali ad una potenza più forte che esercita nei suoi conforti una forma di tutela politica e militare, pur mantenendo una formale indipendenza per lo più esercitata nella conduzione autonoma degli affari interni.

## Storia

### Origini
Sebbene il concetto si fosse già affermato nel diritto internazionale a partire dal XVI secolo, l'istituzione della potenza protettrice nel senso moderno del termine trova la sua prima apparizione con la guerra franco-prussiana del 1870: tutte le potenze belligeranti infatti nominarono delle nazioni che le potessero rappresentare al fine di sovraintendere all'espulsione dei diplomatici e la detenzione dei propri cittadini catturati su territorio nemico.
Gli Stati Uniti ricevettero il mandato di tutelare gli interessi della Confederazione Tedesca del Nord e di altri stati minori tedeschi, la Svizzera quelli degli stati di Baden e Baviera, la Russia quelli del Württemberg, mentre la Gran Bretagna quelli della Francia.
Il Ministro plenipotenziario degli Stati Uniti presso la Francia, Elihu Benjamin Washburne, contribuì non poco a definire con le sue azioni i precedenti che sarebbero poi entrati nel diritto internazionale: la bandiera americana fu issata sull'ambasciata della Confederazione Tedesca del Nord, mentre i suoi archivi vennero trasferiti nella legazione americana per garantirne una maggiore sicurezza. Washburne organizzò anche l'evacuazione dei 30'000 civili tedeschi che allo scoppio delle ostilità si trovavano su territorio francese. Durante l'assedio di Parigi, Washburne fu l'unico capo delegazione diplomatica di rilievo ad essere rimasto in città, si trovò pertanto a svolgere le funzioni di protezione consolare per sette nazioni latino americane e provvedere alle necessità di 3'000 tedeschi che, nonostante le ostilità, erano rimasti a Parigi.

### Prima delle guerre mondiali
Dopo il precedente della guerra franco-prussiana, la nomina di una potenza protettrice in caso di guerra entrò nell'uso comune del diritto internazionale, espandendo, con il beneplacito dei beligeranti, funzioni e responsabilità. Durante la Prima guerra sino-giapponese, entrambe le nazioni nominarono gli Stati Uniti come potenza protettrice, fissando per la prima volta l'uso del mandato reciproco. Durante la guerra ispano-americana per la prima volta gli Stati Uniti richiesero che una potenza neutrale potesse ispezionare i campi dove erano detenuti i prigionieri di guerra.
Mancando la formalizzazione dell'istituto di potenza protettrice tramite un trattato scritto, non sempre le nazioni riuscirono ad accordarsi nelle funzioni che questa potesse o dovesse esercitate. Durante la seconda guerra boera, per esempio, i britannici si avvalsero come potenza protettrice degli Stati Uniti ed i boeri dei Paesi Bassi, ma durante le ostilità agli Stati Uniti fu precluso il trasferimento di somme di danaro del governo britannico ai prigionieri di guerra e agli Olandesi la possibilità che le due parti in guerra si scambiassero le liste dei prigionieri.
Due anni dopo, invece, durante la guerra Russo Giapponese, questo fu possibile: le nazioni in guerra si comunicarono reciprocamente le informazioni al riguardo dei prigionieri di guerra tramite la Francia (che era la potenza protettrice della Russia) e gli Stati Uniti (potenza protettrice del Giappone). Tale pratica divenne talmente consuetudinaria, che divenne pacifica la sua inclusione nella Convenzione di Ginevra del 1929.

### Guerre mondiali
Gli Stati Uniti per un lungo periodo furono una scelta abbastanza diffusa come potenza protettrice, soprattutto grazie al loro status di nazione autorevole, ma sostanzialmente estranea alle tensioni e ai conflitti che esistevano nel continente europeo fra nazioni. Tale ruolo, come visto, fu inaugurato con la guerra franco-prussiana del 1870.
L'apice fu raggiunto all'inizio della prima guerra mondiale, quando, in virtù della propria neutralità, gli Stati Uniti si trovarono a ricevere un mandato reciproco di potenza protettrice dalle cinque principali nazioni belligeranti: Gran Bretagna, Francia, Austria-Ungheria, Germania e Impero Ottomano. Fra il 1914 ed il 1917 gli Stati Uniti ricevettero un totale di 54 mandati, quando però entrarono in guerra al fianco degli Alleati, i mandati furono trasferiti ad altre nazioni rimaste neutrali, principalmente ai Paesi Bassi, alla Spagna e alla Svizzera.
Nel primo dopoguerra si giunse finalmente alla formalizzazione del ruolo della potenza protettrice in un trattato internazionale: la Convenzione di Ginevra del 1929. Fu statuito che la potenza protettrice avesse il potere di ispezionare i campi di detenzione dei prigionieri di guerra, di comunicare liberamente con loro e di fornire loro alcuni benefici quali lettere e libri. Non venne però riconosciuto al Comitato Internazionale della Croce Rossa l'autorità di vigilare sull'esecuzione del trattato.
Anche all'inizio della Seconda Guerra Mondiale gli Stati Uniti, inizialmente formalmente neutrali, furono una scelta diffusa come potenza protettrice, ma non furono visti del tutto distaccati dal conflitto visto che fra il 1939 ed il 1941 i 75 mandati ricevuti provenivano esclusivamente da nazioni Alleate, mentre nessuna delle nazioni dell'Asse si avvalse della loro assistenza diplomatica. Anche altre nazioni che durante la Prima Guerra Mondiale esercitarono questo ruolo furono escluse: la Spagna, visto che il regime franchista era giudicato troppo a favore dell'Asse, e i Paesi Bassi, perché occupati dalla Germania nazista. Di conseguenza Svizzera (219 mandati per 35 stati più altre 8 nazioni rappresentate non ufficialmente) e Svezia (114 mandati per 28 stati) risultarono le scelte più diffuse.
Nel 1949 con la Convenzione di Ginevra si ebbe l'occasione di regolare alcune questioni emerse durante la Seconda Guerra Mondiale. La convenzione del 1929 lasciava la nomina della potenza protettrice in caso di guerra come opzionale: si decise invece di rendere tale nomina obbligatoria. Si formalizzarono anche i compiti della potenza protettrice nei confronti dei civili soggetti ad occupazione militare. Poiché durante la seconda guerra mondiale il 70% dei militari prigionieri si trovò a non essere più coperto da una potenza protettrice perché la guerra aveva in qualche modo colpito anche nazioni inizialmente neutrali, si decise che ogni potenza protettrice potesse nominare una nazione sostituta e che potesse fungere da potenza protettrice anche un'organizzazione internazionale.

### Guerra fredda
La rivalità fra Stati Uniti e Unione Sovietica durante la Guerra Fredda, così come la dissoluzione degli imperi coloniali e le relative conflittualità nate su scala locale portarono a diverse innovazioni nel funzionamento del ruolo della potenza protettrice.
Se gli Stati Uniti si erano trovati a ricevere oltre 200 mandati di potenza protettrice prima del 1945, cominciarono a non essere più visti nel campo della diplomazia internazionale come un attore influente, ma disinteressato ed infatti nel secondo dopoguerra hanno ricevuto un solo mandato. Anzi le frequenti situazioni di conflitto che hanno coinvolto tale nazione nello scenario internazionale hanno richiesto che gli Stati Uniti si dovessero avvalere della rappresentanza diplomatica di altri soggetti in più occasioni. D'altro canto, Svizzera e Svezia, in virtù della loro scelta di neutralità che le vedeva non allineate in nessuna alleanza militare, risultarono le nazioni più popolari come potenze protettrici.
La frequente nascita di situazioni di tensione internazionale (con conseguente rottura delle relazioni diplomatiche) fra nazioni, senza però la formale apertura delle ostilità, ha permesso la creazione dell'istituto della sezione di interessi in cui il personale diplomatico rimane informalmente ad esercitare le proprie funzioni nonostante l'interruzione dichiarata dei rapporti. La nazione mandante, anziché affidare tout-cour la rappresentanza dei propri interessi ai diplomatici della potenza protettrice, continua a mantenere in funzione la propria rappresentanza diplomatica (con proprio personale, anche se senza capo delegazione e con organico ridotto), sotto la finzione che tali persone siano alle dipendenze della potenza protettrice. La rappresentanza diplomatica della nazione protetta diventa, pertanto, formalmente un ufficio distaccato della rappresentanza diplomatica della potenza protettrice, in pratica una sezione speciale dedicata alla cura degli interessi della nazione protetta.
La prima volta che la forma della sezione di interessi venne adottata fu nel 1965, durante la crisi internazionale innescata dalla dichiarazione unilaterale di indipendenza della Rhodesia. In quella occasione nove nazioni africane ruppero le relazioni diplomatiche con la Gran Bretagna, che si fece rappresentare come potenza protettrice dagli Stati Uniti. Gli Stati Uniti notificarono che i diplomatici britannici erano accreditati come personale della rappresentanza statunitense, consentendo loro di conservare l'immunità diplomatica e di continuare a lavorare nell'edificio che fino a quel momento aveva ospitato l'Ambasciata britannica, che adesso diventava una sezione di interessi britannica posta sotto la protezione statunitense.
Questo istituto fu diffusamente adottato durante la guerra dei sei giorni del 1967.

## Convenzioni internazionali

### Convenzione di Vienna sulle relazioni diplomatiche del 1961
Art. 45 - In caso di rottura delle relazioni diplomatiche fra i due Stati o qualora una missione sia richiamata definitivamente o temporaneamente:
a. lo Stato accreditatario è tenuto, anche in caso di conflitto armato, a rispettare e proteggere le stanze, i beni e l’archivio della missione;
b. lo Stato accreditante può confidare la custodia delle stanze, dei beni che vi si trovano e dell’archivio della missione a uno Stato terzo accettabile per lo Stato accreditatario;
c. lo Stato accreditante può affidare la protezione degli interessi suoi e dei suoi cittadini a uno Stato terzo accettabile per lo Stato accreditatario.
Art. 46 - Con il precedente consenso dello Stato accreditatario e a richiesta d’uno Stato terzo non rappresentato in tale Stato, lo Stato accreditante può assumere la protezione temporanea degli interessi e dei cittadini dello Stato terzo.

## Mandati in corso
Nella tabella seguente sono indicati solo i mandati di Potenza protettrice attualmente in corso.
Là dove specificato Mandato pieno non è stato previsto il mantenimento di una sezione di interessi, per cui la rappresentanza diplomatica è esercitata direttamente dalla potenza protettrice.
| Potenza protettrice | Nazione protetta | Nazione ricevente | Mandato                | Note          |
| ------------------- | ---------------- | ----------------- | ---------------------- | ------------- |
| Brasile             | Argentina        | Venezuela         | Pieno mandato          | [ 5 ]         |
| Brasile             | Perù             | Venezuela         | Pieno mandato          | [ 5 ]         |
| Canada              | Israele          | Cuba              | Pieno mandato          | [ 6 ]         |
| Canada              | Israele          | Venezuela         | Sezione d'interessi    | [ 7 ] [ 8 ]   |
| Rep. Ceca           | Stati Uniti      | Siria             | Sezione d'interessi    | [ 9 ]         |
| Iran                | Armenia          | Azerbaigian       | Pieno mandato          |               |
| Iran                | Azerbaigian      | Armenia           | Pieno mandato          |               |
| Pakistan            | Iran             | Stati Uniti       | Sezione d'interessi    | [ 10 ]        |
| Qatar               | Stati Uniti      | Afghanistan       | Sezione d'interessi    | [ 11 ]        |
| Romania             | Australia        | Siria             | Pieno mandato          | [ 12 ] [ 13 ] |
| Romania             | Canada           | Siria             | Pieno mandato          | [ 13 ]        |
| Romania             | Francia          | Siria             | Pieno mandato          | [ 13 ]        |
| Romania             | Moldavia         | Siria             | Pieno mandato          | [ 13 ]        |
| Spagna              | Venezuela        | Israele           | Sezione d'interessi    | [ 14 ]        |
| Svezia              | Australia        | Corea del Nord    | Pieno mandato          | [ 15 ]        |
| Svezia              | Canada           | Corea del Nord    | Pieno mandato          | [ 15 ]        |
| Svezia              | Danimarca        | Corea del Nord    | Pieno mandato          | [ 15 ]        |
| Svezia              | Finlandia        | Corea del Nord    | Pieno mandato          | [ 15 ]        |
| Svezia              | Francia          | Corea del Nord    | Pieno mandato          | [ 15 ]        |
| Svezia              | Islanda          | Corea del Nord    | Pieno mandato          | [ 15 ]        |
| Svezia              | Italia           | Corea del Nord    | Ufficio visti Schengen | [ 15 ]        |
| Svezia              | Lettonia         | Corea del Nord    | Pieno mandato          | [ 16 ]        |
| Svezia              | Norvegia         | Corea del Nord    | Pieno mandato          | [ 15 ]        |
| Svezia              | Spagna           | Corea del Nord    | Ufficio visti Schengen | [ 15 ]        |
| Svezia              | Stati Uniti      | Corea del Nord    | Pieno mandato          | [ 17 ]        |
| Svizzera            | Georgia          | Russia            | Sezione d'interessi    | [ 18 ]        |
| Svizzera            | Iran             | Canada            | Pieno mandato          | [ 19 ]        |
| Svizzera            | Iran             | Egitto            | Sezione d'interessi    | [ 20 ]        |
| Svizzera            | Messico          | Ecuador           | Pieno mandato          | [ 21 ]        |
| Svizzera            | Russia           | Georgia           | Sezione d'interessi    | [ 20 ] [ 22 ] |
| Svizzera            | Stati Uniti      | Iran              | Pieno mandato          |               |
| Svizzera            | Stati Uniti      | Venezuela         | Sezione d'interessi    | [ 20 ]        |
| Turchia             | Stati Uniti      | Libia             | Sezione d'interessi    | [ 23 ]        |
| Turchia             | Venezuela        | Stati Uniti       | Pieno mandato          |               |